# Kneževo

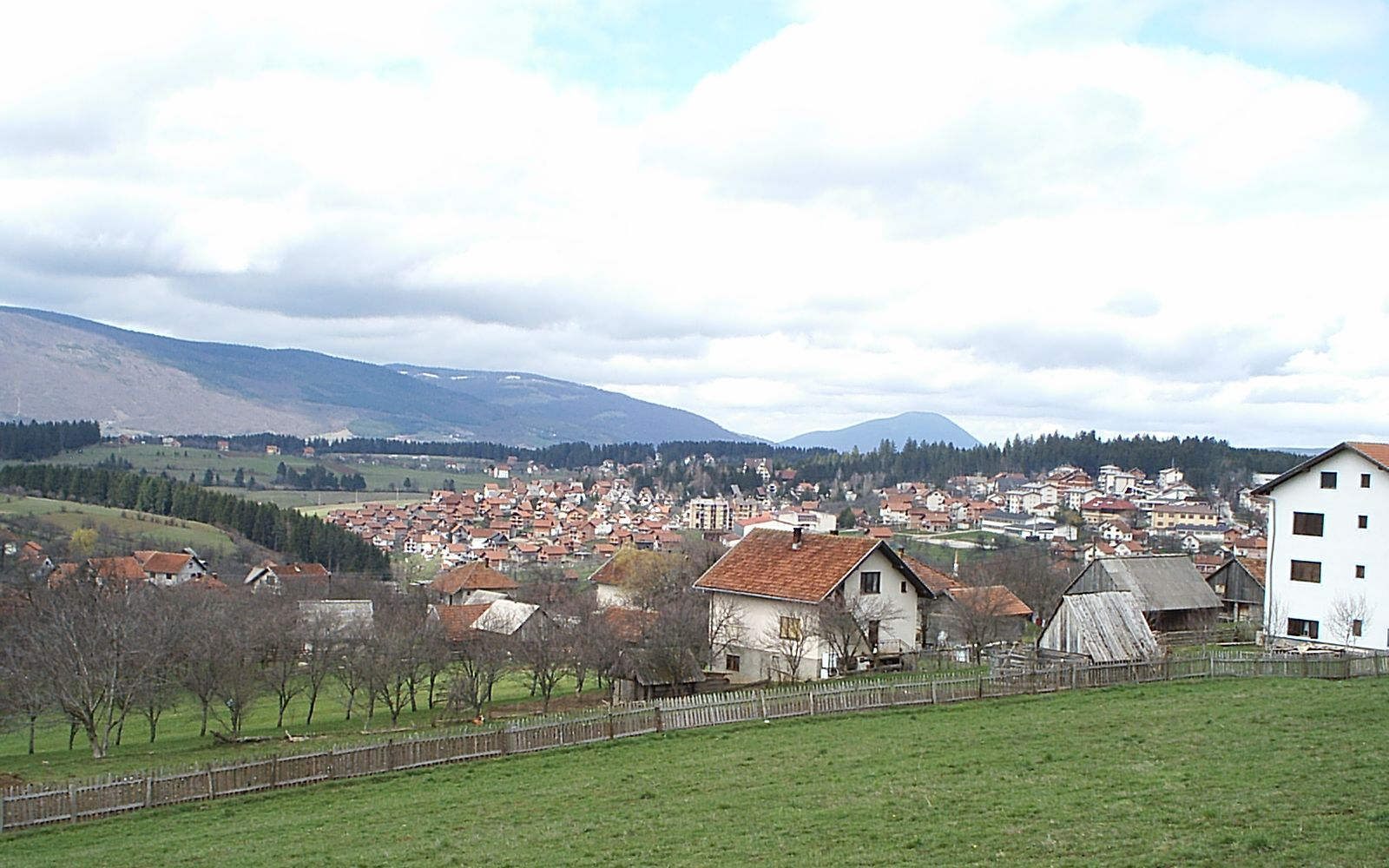
Ansicht von Knezevo

Kneževo (serbisch-kyrillisch Кнежево von Knjaz, zu deutsch Fürst; bis zum Bosnienkrieg Skender Vakuf) ist ein Ort und die zugehörige Verbandsgemeinde im Zentrum von Bosnien und Herzegowina. Sie liegt genau 50 km südöstlich von Banja Luka und gehört zur Republika Srpska, einer von zwei Entitäten des Landes.
Seit dem Bosnienkrieg trägt die Gemeinde den Namen Kneževo, der so viel wie „Ort des Fürsten“ bedeutet. Zuvor hieß sie Skender Vakuf. Dieser Name bezeichnet die Stiftung (vakuf, von arab. Waqf) eines Skender (arab. Form von „Alexander“).

## Geografie
Die Gemeinde Kneževo befindet sich zwischen 600 und 1493 m Höhe zwischen den Flüssen Ugar, Vrbas und Vrbanja, umgeben von den Gebirgen Čemernica und Ranča im Westen, Vlašić im Süden sowie Ježica im Nordosten. Die unwegsame Gebirgslandschaft ist dicht bewaldet.
Kneževo wird begrenzt von den Gemeinden Čelinac im äußersten Norden, Kotor Varoš im Osten, Travnik, Dobretići und Jajce im Süden, sowie Mrkonjić Grad und der Stadt Banja Luka im Westen. Die Südgrenze der Gemeinde bildet zugleich die innerbosnische Entitätengrenze zur Föderation.
Der Süden des Gemeindegebietes ist geprägt durch schroffe Kalksteinformationen, die in der 1493 m hohen Lisina ihren höchsten Punkt haben, sowie die tief eingeschnittenen Schluchten von Ugar und Ilomska. Das Gebiet ist fast vollständig bewaldet und landwirtschaftlich kaum nutzbar. Im Norden wird dagegen intensive Landwirtschaft betrieben.
Die Gemeinde hat eine Nord-Süd-Ausdehnung von etwa 40 km; von Ost nach West sind es maximal 15 km.

### Gemeindegliederung
Zur Gemeinde gehören 18 Siedlungen, die den 8 Lokalgemeinschaften Javorani (im Norden), Bastaji, Kneževo, Živinice (im Zentrum), Imljani, Vlatković (im Süden), Mokri Lug sowie Šolaji (im Westen) und Kostici zugeordnet werden. Die 4 Lokalgemeinschaften Davidovići, Dobretići, Kričići und Melina (alle im Südwesten) bilden seit 1995 die Gemeinde Dobretići.

## Bevölkerung
Zur Volkszählung 1991 hatte die Gemeinde (mit Dobretići) 19.418 Einwohner. Davon bezeichneten sich 13.263 als Serben (68,3 %), 4770 als Kroaten (24,56 %) und 1071 als Bosniaken (5,52 %). 314 Bewohner gaben andere Zugehörigkeiten an (1,62 %). Ohne Dobretići hatte die Gemeinde 14.476 Einwohner, darunter 13.105 Serben (90,53 %) und 1068 Bosniaken (7,38 %).
Im Ort selbst lebten damals 5837 Menschen. Auch hier stellten die Serben mit 4537 Bewohnern (77,73 %) die absolute Mehrheit. 1063 Bewohner bezeichneten sich als Bosniaken (18,21 %). Skender Vakuf war die einzige Lokalgemeinschaft mit nennenswerter bosniakischer Bevölkerung, die jedoch während des Bosnienkrieg vertrieben wurden oder flüchteten. Die vier Lokalgemeinschaften von Dobretići waren fast ausschließlich von Kroaten bewohnt.
Bei der Volkszählung von 2013 hatte die Gemeinde 10.428 Einwohner.

## Geschichte
Überreste römischer Basiliken finden sich in den Orten Imljani 12 km südöstlich von Kneževo und Javorani 20 km nordwestlich. In der Nähe des Ortes wurden zudem Reste der römischen Straße gefunden, die damals von Servitium (Banja Luka) nach Levsaba (Travnik) führte.
Im 14. und 15. Jahrhundert gehörte das Gebiet zum Königreich Bosnien; im Dorf Baštine, Marice und Umgebung, finden sich noch Grabsteine (sogenannte Stećci) aus dieser Zeit. Im Januar 1528 eroberten die Osmanen den Ort.
Im Zweiten Weltkrieg wurde die erste Regionalkonferenz der Kommunistischen Partei auf dem Boden Bosnien-Herzegowinas zwischen dem 21. und 23. Februar 1942 in Skender Vakuf abgehalten. Das Gebiet zählte zu den Hochburgen und Rückzugsgebieten der Tito-Partisanen.

### Bosnienkrieg
Bereits im Frühjahr 1991 sollte Skender Vakuf in die selbsternannte Union der Gemeinden der bosnischen Krajina – ein autonomes serbisches Staatswesen um Banja Luka – eingebunden werden. Jedoch stellten sich Bürgermeister und Gemeinderat – trotz serbischer Dominanz – gegen diesen Plan.
Am 26. April 1992 traf der Bürgermeister von Travnik, Boris Matišić, mit einem HVO-Soldaten als Begleitung zu Gesprächen mit dem Kommandeur der serbischen Truppen dieser Region in Skender Vakuf ein. Solche Gespräche hatten bereits mehrmals zuvor stattgefunden, um den Ausbruch der Gewalt in der Region Travnik möglichst herauszuzögern. Der Kommandeur war jedoch nicht anwesend, stattdessen wurden Matišić und sein Begleiter gefangen genommen, misshandelt und nach Stara Gradiška in ein Militärgefängnis der Serben verschleppt. Nach Verhören und weiteren Misshandlungen klärte sich die Lage gegen Nachmittag auf, woraufhin Matišić und der HVO-Soldat zurück nach Skender Vakuf gebracht wurden, wo sich der Bürgermeister des Ortes bei ihnen entschuldigte.
Von den Kämpfen im Bosnienkrieg blieb der Ort Kneževo – abgesehen von Dobretići – weitgehend verschont. Einige Dörfer im südlichen Gemeindegebiet um Imljani wurden jedoch durch Artilleriebeschuss beschädigt. Fast alle bosniakischen Bewohner der Gemeinde flüchteten in Richtung Travnik.
Die Folgen des Krieges waren zwar nicht materiell, jedoch starb eine beachtliche Anzahl der serbischen und bosniakischen Bevölkerung im Krieg.
Grabsteine und kirchliche Denkmäler erinnern an die Opfer.

## Wirtschaft
Bereits vor dem Bosnienkrieg gehörte die Gemeinde zu den strukturschwächsten Gebieten in Bosnien und Herzegowina. Die Lage inmitten dicht bewaldeter Gebirge macht die Holzwirtschaft zum größten Wirtschaftszweig. Sie wird im Wesentlichen von den beiden Unternehmen Nevas und Gater dominiert. Daneben haben sich auch einige verarbeitende Betriebe der Metall- und Textilindustrie angesiedelt.

### Verkehr
Die ausreichend ausgebaute Regionalstraße Banja Luka – Travnik durchzieht die Gemeinde von Norden nach Süden. Die meisten anderen Verkehrswege sind dagegen unasphaltiert, teils Feldwege und in einigen Fällen im Winter tagelang nicht befahrbar.
2006–2007 wurden die Verkehrswege zwischen Banja Luka – Travnik sowie einzelne Feldwege von der Stadt Banja Luka asphaltiert und renoviert. (u. a. Die Wege zu Siedlungsgebieten wie : Marici, Kostici, Solaji, ...)